# Зал славы лёгкой атлетики США
Зал славы лёгкой атлетики США — основанный в 1974 году почётный список американских спортсменов, тренеров и других выдающихся личностей, внёсших значительный вклад в развитие лёгкой атлетики в США и поднятие и укрепление её престижа на международной арене.
Перечень лиц, включаемых в зал славы, формируется Легкоатлетической ассоциацией США на основании заранее установленных критериев.
Зал славы существует и как виртуальный проект, в рамках которого можно просмотреть на веб-сайте Легкоатлетической ассоциации США, и как часть музея, который расположен в Нью-Йорке и которым занимается Фонд «Армори».

## Критерии включения
На сегодня номинанты включаются в Зал славы по одной из трёх категорий: «Спортсмен» (англ. Athlete), «Тренер» (англ. Coach) и «Деятель» (англ. Contributor).
За историю существования отдельные лица были включены в Зал славы и в других категориях: «Администратор» (англ. Administrator), «Журналист» (англ. Journalist), «Директор соревнований» (англ. Event Director), «Чиновник» (англ. Official).

### Спортсмены
В категории «Спортсмен» могут быть номинированы легкоатлеты или легкоатлетки, которые были или являются:
- рекордсменами мира;
- рекордсменами США;
- чемпионами мира;
- олимпийскими чемпионами;
- обладателями лучших результатов в мире в определённой дисциплине в течение по крайней мере трёх лет;
- победителями по крайней мере четырёх чемпионатов США;
- других выдающихся достижений на национальной или международной арене.

Спортсмены с достижениями выше могут быть номинированы или если достигают 40 лет, или по истечении трёх лет после завершения соревновательной карьеры (допускается, что спортсмен может продолжить участие в соревнованиях ветеранов легкой атлетики).

### Тренеры
В категории «Тренер» лица могут быть номинированы по следующим критериям:
- выдающиеся достижения в тренировке чемпионов любых возрастных категорий; и
- выдающиеся победы воспитанников или иные выдающиеся достижения; и
- если продолжительность тренерской деятельности составляет более 20 лет.

Тренеры со достижениям выше могут быть номинированы при условии истечения одного года после прекращения ими активной тренерской работы, кроме случаев, когда их тренерская деятельность на момент номинирования длится 35 лет или больше.

### Деятели
В категории «Деятель» лица могут быть номинированы по следующим критериям:
- служение легкоатлетическом сообществу с особым отличием как минимум в течение 20 лет;
- другие выдающиеся достижения.

## Порядок включения
Избрание новых членов Зала славы происходит ежегодно по процедуре, которая длится с февраля по сентябрь. Любое лицо может рекомендовать своего номинанта, заполнив заявление по установленной форме и отправив её в Скрининговый комитет Зала Славы (англ. Hall of Fame Screening Committee), который проверяет полученные заявления. По результатам проверки комитет формирует пул кандидатов в члены Зала славы и выносит их на голосование экспертов, которые включают действующих членов Зала славы; членов комитетов Зала славы; и избранных членов Ассоциации легкоатлетических журналистов США (англ. Track and Field Writers of America).
Каждый сентябрь проходит торжественная церемония включения избранных членов в Зал славы. Каждый избранный член (или в случае смерти — его ближайший член семьи) приглашается на церемонию, на которой спортсмену (члену его семьи) вручается памятная табличка, перстень Зала славы, предоставляется возможность выступить перед собравшимися с короткой речью и оставить для музея Зала славы сувенир или какой-то памятный предмет на своё усмотрение.
В 2020 году избрание новых членов Зала славы не осуществлялось из-за ограничения, связанные с пандемией коронавирусной болезни.